# Brock (Soltau)
Brock ist ein Ortsteil der Stadt Soltau im Landkreis Heidekreis in Niedersachsen. Die Ortschaft hat ca. 140 Einwohner. Zu Brock gehören ebenfalls die Weiler Bassel, Hebenbrock, Penzhorn und Imbrock.

## Geografie
Brock liegt in der Lüneburger Heide südlich von Soltau am Fluss Böhme.
Durch Brock verlaufen die Bundesstraße 3 und die Bundesautobahn 7. Die Anschlussstelle Soltau-Süd befindet sich ebenfalls in Brock.

## Geschichte
Am 1. März 1974 wurde Brock in die Stadt Soltau eingegliedert.

## Politik
Ortsvorsteher ist Wulf Heinrich Lühr.

## Kultur und Sehenswürdigkeiten
Die ersten beiden Staffeln der Fernsehserie Die Kinder vom Alstertal wurden auf einem Bauernhof in Brock gedreht.
In der Liste der Baudenkmale in Soltau sind für Brock zwei Baudenkmale aufgeführt.